# Học tiệm tiến
Trong khoa học máy tính, học tiệm tiến là một phương pháp học máy trong đó dữ liệu đầu vào được sử dụng liên tục để mở rộng tri thức của mô hình hiện có, nói cách khác là huấn luyện thêm cho mô hình. Nó đại diện cho một kỹ thuật động của phương pháp học có giám sát và học không có giám sát mà được áp dụng khi dữ liệu huấn luyện được cung cấp dần theo thời gian hoặc kích thước của dữ liệu vượt quá giới hạn bộ nhớ hệ thống. Các thuật toán có thể tạo điều kiện cho việc học tiệm tiến được gọi là thuật toán học máy tiệm tiến.
Nhiều thuật toán học máy truyền thống vốn dĩ hỗ trợ phương pháp học tiệm tiến. Các thuật toán khác có thể được điều chỉnh để tạo điều kiện học tiệm tiến. Ví dụ về thuật toán tiệm tiến bao gồm cây quyết định (IDE4, ID5R ), quy tắc quyết định, mạng nơ-ron nhân tạo (mạng RBF, Learn ++, Fuzzy ARTMAP, TopoART, và IGNG ) hoặc SVM tiệm tiến.
Mục đích của học tiệm tiến là để mô hình học thích ứng với dữ liệu mới mà không quên tri thức hiện có của nó. Một số máy học tiệm tiến đã tích hợp sẵn một số tham số hoặc giả định kiểm soát mức độ liên quan của dữ liệu cũ, trong khi những máy học khác, được gọi là thuật toán học máy tiệm tiến ổn định, học những biểu diễn của dữ liệu huấn luyện mà thậm chí không bị quên phần nào theo thời gian. Fuzzy ART  và TopoART  là hai ví dụ cho cách tiếp cận thứ hai này.
Các thuật toán tiệm tiến thường được áp dụng cho dòng dữ liệu truyền phát hoặc dữ liệu lớn nhằm giải quyết các vấn đề về tính sẵn có của dữ liệu và sự khan hiếm tài nguyên. Dự đoán xu hướng cổ phiếu và hồ sơ người dùng là một số ví dụ về dòng dữ liệu truyền phát trong đó dữ liệu mới được cung cấp liên tục. Việc áp dụng học tiệm tiến đối với dữ liệu lớn nhằm mục đích phân loại hoặc dự báo nhanh hơn.